# Міст (артгурт)
«Міст» (нім. Die Brücke) — група художників у Німеччині в 1905—1913 роках, які виступили засновниками німецького експресіонізму.

## Історія

Фріц Блейль. Плакат до першої виставки «Die Brücke», конфіскований поліцією

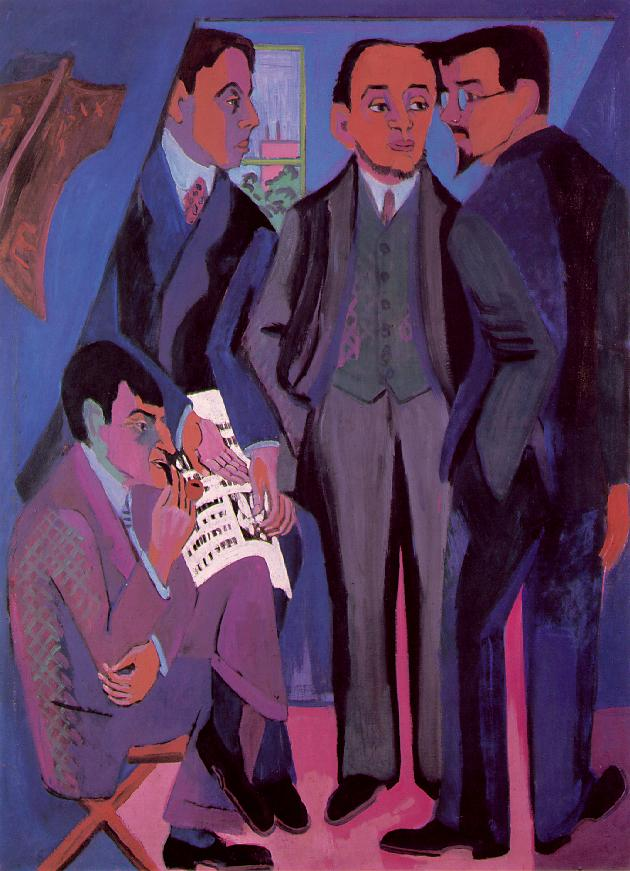
Ернст Людвіг Кірхнер. Груповий портрет учасників групи «Міст».

7 червня 1905 вважається днем заснування однієї з найвідоміших мистецьких груп Німеччини. У цей день чотири молодих студента, що вивчають архітектуру в Технічній школі Дрездена, вирішили об'єднати свої зусилля зі створення нового мистецтва, нового живопису. Це були Фріц Блейль, Ернст Людвіг Кірхнер, Еріх Хеккель і Карл Шмідт-Ротлуфа. Хлопці вже давно знали один одного. Так, Блейль і Кірхнер разом навчалися в Саксонської Технічної школі ще з 1902 року, також обидва вивчали факультативно живопис. Хеккель і Шмідт-Ротлуфа знали один одного ще зі шкільних років в Хемніці. Познайомив же обидві пари друзів старший брат Хеккеля, колишній однокласник Кирхнера. Ініціатива створення групи виходила від Кирхнера, назва ж «Мост» придумав Шмідт-Ротлуфа.
Отримав ще до заснування групи, разом з Кірхнер, диплом архітектора Блёйль вже в 1907 році покидає групу і переїжджає в силезский Фрейберг, щоб викладати в місцевій архітектурній школі. У той же час до групи входять кілька нових талановитих художників: Еміль Нольде (з лютого 1906 по кінець 1907), Макс Пехштейн (1906—1913), Отто Мюллер (1910—1913). Також цілий ряд іноземних художників оголосили себе належними до цієї групи, серед них швейцарець Куно Амье (з 1906), фін Аксель Галлен-Каллела (1907), голландець Кєєс ван Донген (1908), чех Богуміл Кубішта (1911). Всього ж до моменту розпаду групи в ній офіційно налічувалося 75 членів, переважна більшість з яких брали в роботі групи лише фінансову участь. Ядро ж групи виїжджає все разом щорічно малювати в літні місяці на Моріцбургскіе ставки під Дрезден; в Дангаст, що в Ольденбурзі на Північному морі; в Східну Пруссію, в Нідден або на балтійський острів Фемарн.
У 1908 році Макс Пехштейн переїжджає до Берліна, інші активні члени групи слідують в 1910 році його прикладу. Так закінчився «дрезденський період» у житті групи «Міст» і почався «берлінський». У цей час усередині групи вже відчувається охолодження між її членами. Величезний Берлін діє зовсім по-різному на Кирхнера, Пехштейна, Шмідт-Ротлуфа, Хеккеля і Мюллера, і це позначається на їхніх взаєминах. Тепер уже вони роз'їжджаються на етюди по одному, іноді вдвох — але ніколи більше все разом, як в дрезденський період.
У 1913 році Л. Кірхнер пише «Хроніку ГХ Мост», яка призводить до розриву між художниками. М. Пехштейн зі скандалом виходить з групи, а Хеккель, Шмідт-Ротлуфа і Мюллер публічно звинуватили Кирхнера в самовихваляння, односторонньому випинанні своєї значущості в діяльності групи. 27 травня 1913 група «Мост» розіслала своїм «пасивним» членам сповіщення про те, що група припиняє своє існування. Підпис Кирхнера під цим листом відсутня.

## Теорія

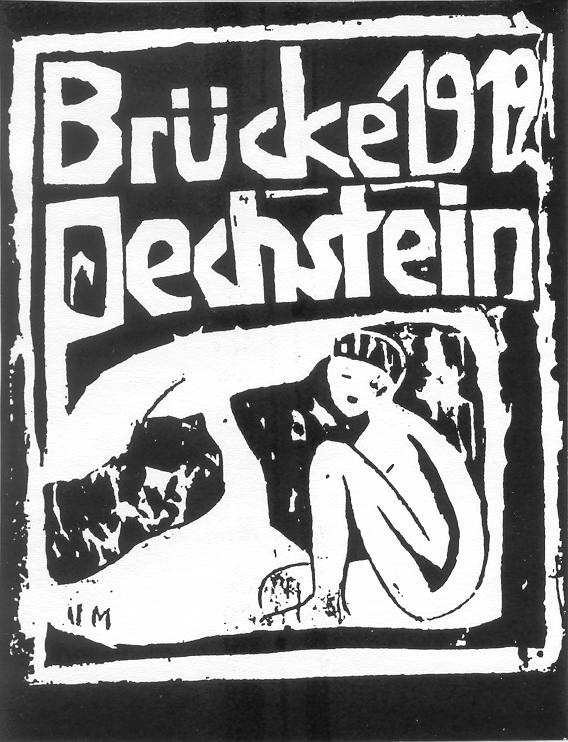
Отто Мюллер. «Brücke, 1912»

Ще в початковий період існування групи її учасники розробили своєрідний «груповий стиль», при якому картини по їх сюжетами та способом написання були настільки схожі, що не завжди відразу вдається розрізнити, хто з майстрів є автором. Цим своїм колективним стилем «Міст» намагався не лише ще тісніше пов'язати своє товариство, а й висловити протест проти звичного уявлення про художника, як про «самотньому генії».
Особливістю художників «Моста» є їх свідомо спрощений естетичний словник з короткими, скороченими до самого істотного формами; деформованими тілами; світяться, «ситими» фарбами, нанесеними широким пензлем плоскими мазками і часто обведений жорсткою лінією контуру. Широко використовувалася контрастність різних фарб, щоб збільшити їх «світіння», що підсилює вплив на глядача. Як і фовістів, експресіоністи з «Моста» хотіли будувати свої композиції на чистій фарбі і формою, заперечуючи стилізацію і всякий символізм.
З точки зору групи «Міст», головною метою їхньої творчості повинно було стати не відображення зовнішнього світу, який здавався лише млявою оболонкою істини, а ту «дійсну Дійсність», що не можна побачити, але яку може відчути художник. Цьому течією в мистецтві Герварт Вальден, берлінський власник художньої галереї і пропагандист авангардного мистецтва, в 1911 році дає назву «Експресіонізм» (від фр.expression — вираз), і яке об'єднувало спочатку в тому числі і кубізм, і футуризм.
У Берліні створено окремий музей мистецької групи «Міст» — Brücke-Museum.